# Chuniella lanceolata
Chuniella lanceolata är en djurart som tillhör fylumet slemmaskar, och som beskrevs av Brinkmann 1917. Chuniella lanceolata ingår i släktet Chuniella och familjen Chuniellidae. Inga underarter finns listade i Catalogue of Life.